# Сан-Дженезіо-ед-Уніті
Сан-Дженезіо-ед-Уніті (італ. San Genesio ed Uniti) — муніципалітет в Італії, у регіоні Ломбардія, провінція Павія.
Сан-Дженезіо-ед-Уніті розташований на відстані близько 460 км на північний захід від Рима, 22 км на південь від Мілана, 11 км на північний схід від Павії.
Населення — 3842 особи (2014).

## Демографія
Населення за роками:

Станом на 1 січня 2023 року в муніципалітеті офіційно проживали 153 іноземці з 29 країн, серед них 59 громадян країн Євросоюзу та 16 громадян України.

## Сусідні муніципалітети
- Боргарелло
- Борнаско
- Джуссаго
- Павія
- Сант'Алессіо-кон-В'ялоне
- Цекконе